# Sophie van der Meer
Sophie van der Meer is een Nederlands journaliste en verslaggeefster. Van der Meer is als verslaggeefster buitenland werkzaam in de Verenigde Staten bij RTL Nieuws.

## Biografie
Van der Meer gaat na haar afstuderen een master journalistiek volgen in het Chinese Peking. Aldaar liep ze stage bij de NOS. Na haar master te hebben afgerond, ging Van der Meer aan de slag bij Nieuwsuur. In 2021 kwam een vacature bij RTL Nieuws vrij om als verslaggever en producer aan de slag te gaan in de Verenigde Staten. Van der Meer besluit te solliciteren en krijgt de functie. Haar periode als verslaggever in de Verenigde Staten begon negen maanden nadat de bestorming van het Amerikaanse Capitool in 2021 plaatsvond. Ook maakte ze mee dat Joe Biden het land onder zijn leiding had en het Amerikaanse hooggerechtshof het recht op abortus afschafte. Van der Meer werkt samen met Erik Mouthaan vanuit New York.
In 2024 was Van der Meer gedurende de Amerikaanse presidentsverkiezingen 2024 geregeld te zien als verslaggeefster. Ook versloeg ze de politieke gevolgen die in de Verenigde Staten plaatsvonden na de moordaanslag op Donald Trump in juli 2024.
Na vier jaar als verslaggever in de Verenigde Staten ging Van der Meer in 2025 aan de slag als correspondent voor het RTL Nieuws in Italië.